# Alekseïevka
Alekseïevka (en russe : Алексеевка) est une ville de l'oblast de Belgorod, en Russie. Sa population s'élevait à 37 811 habitants en 2020.

## Géographie
Alekseïevka est située sur la rivière Tikhaïa Sosna, dans le bassin du Don, à 148 km à l'est de Belgorod et à 574 km au sud de Moscou.

## Histoire
Alekseïevka ou Alekseïevskaïa a été fondée en 1685 comme sloboda et nommée d'après son premier propriétaire, Alekseï Tcherkasski. En 1829, le paysan Daniil Bokarev réussit pour la première fois à obtenir de l'huile des graines de tournesol, donnant ainsi le départ à cette activité dans la région. Alekseïevka a fait partie du gouvernement de Voronej du XVIIIe au début du XXe siècle. Elle accéda au statut de commune urbaine en 1939 et à celui de ville en 1954.

## Population
La situation démographique d'Alekseïevka s'est détériorée au cours des années 1990. En 2001, son taux de natalité était de 9,1 pour mille, son taux de mortalité s'élevait à 15,2 pour mille et le solde naturel accusait un déficit de 6,1 pour mille.
Recensements ou estimations de la population :
| 1897*  | 1959*  | 1970*  | 1979*  | 1989*  | 2002*  |
| ------ | ------ | ------ | ------ | ------ | ------ |
| 13 600 | 20 148 | 25 562 | 31 554 | 36 641 | 39 312 |

| 2008   | 2010*  | 2012   | 2013   | 2014   | 2015   |
| ------ | ------ | ------ | ------ | ------ | ------ |
| 39 437 | 39 312 | 38 949 | 38 979 | 38 876 | 38 626 |

| 2016   | 2017   | 2018   | 2019   | 2020   | - |
| ------ | ------ | ------ | ------ | ------ | - |
| 38 566 | 38 447 | 38 329 | 38 179 | 37 811 | - |

## Économie
Les principales cultures de la région d'Alekseïevka sont : blé, seigle, orge, avoine, millet, sarrasin, pois, tournesol, betterave à sucre, coriandre, pommes de terre, maïs. Élevage de bovins, moutons, porcs, chevaux, volailles.
Les entreprises industrielles sont surtout actives dans le secteur de l'agroalimentaire :
- OAO Ritm (ОАО "Ритм") : sucre en poudre.
- OAO Alekseïevski miassokombinat (ОАО Алексеевский мясокомбинат) : viande, saucisses.